# Luis Prais
Luis Prais Bernardo (nacido el 24 de febrero de 1925 en Montevideo, Uruguay) fue un futbolista uruguayo. Jugaba de defensor y su primer club fue Peñarol.

## Carrera
Comenzó su carrera en 1944 jugando para Peñarol. Jugó para el club hasta 1949. En ese mismo año se fue a España para unirse a las filas del FC Barcelona. Jugó para ese club hasta 1950, retirándose así del fútbol profesional con apenas 25 años.

## Clubes
| Club         | País    | Año       |
| ------------ | ------- | --------- |
| Peñarol      | Uruguay | 1944-1949 |
| FC Barcelona | España  | 1949-1950 |